# Шуляк, Пётр Иванович
Пётр Иванович Шуляк (род. 29 марта 1945 года, Коршев, Ровенская область) — советский и украинский военный деятель, начальник Генерального штаба Вооруженных Сил Украины (2002), начальник Генерального штаба Вооруженных Сил Украины — первый заместитель Министра обороны Украины (2001—2002). Генерал-полковник (1994). Член СНБО (2001—2002).

## Биография
Образование — Киевское высшее общевойсковое командное училище им. М. В. Фрунзе (1967, с отличием), Военная академия имени М. В. Фрунзе (1975, с отличием), Военная академия Генерального штаба ВС СССР (1988) . Кандидат военных наук.
Проходил службу в должностях командира взвода и роты, начальника штаба — заместителя командира и командира мотострелкового полка, начальника штаба — заместителя командира, командира мотострелковой дивизии.
1988 год — октябрь 1991 — Командир 18 гвардейской мотострелковой дивизией в составе Центральной группы войск
- Октябрь 1991 года — начальник управления кадрами Прибалтийского военного округа в составе Северо-Западной группы войск.
- Март 1992 — 6 июля 1993[1] — Командующий 13 общевойсковой армией.
- 6 июля 1993 — 7 апреля 1994 — заместитель Командующего войсками Прикарпатского военного округа.
- 3 декабря 1993 года присвоено воинское звание генерал-лейтенанта.[2]
- 7 апреля 1994 года[3] — 7 февраля 1998 года[4] — Командующий войсками Прикарпатского военного округа.
- 12 мая 1994 года указом Президента Украины Л. М. Кравчука присвоено воинское звание генерал-полковника.[5]
- 7 февраля 1998[4] — 30 сентября 1998[6] — командующий войсками Западного оперативного командования.
- 30 сентября 1998 года[6] — 20 августа 2001[7] — заместитель Министра обороны Украины — командующий Сухопутных войск Вооруженных Сил Украины.
- 20 августа 2001[7] — 27 ноября 2001[8] — Главнокомандующий Сухопутных войск Вооруженных Сил Украина.
- 27 ноября 2001[9] — 8 февраля 2002[10] — начальник Генерального штаба Вооруженных Сил Украины — первый заместитель Министра обороны Украины.
- 8 февраля 2002[10] — 28 июля 2002[11] — начальник Генерального штаба Вооруженных Сил Украина.
- 27 декабря 2001[12] — 7 сентября 2002[13] — член СНБО.
- 5 декабря 2002[14] — 3 июня 2004[15] — Главнокомандующий Сухопутными войсками Вооруженных Сил Украина.
- 15 июля 2004 года указом Президента Украины Л. Д. Кучмы уволен с военной службы.[16]

После освобождения с военной службы, находился на государственной службе. Занимал должности советника Министра обороны и главного военного инспектора
Министерства обороны Украины, с ноября 2007 г. — советник начальника Генерального штаба — Главнокомандующего Вооруженных Сил Украины.

## Награды
- Орден Богдана Хмельницкого II ст. (1 декабря 2009) -за весомый личный вклад в укрепление обороноспособности и безопасности Украинского государства, образцовое выполнение воинского долга, высокий профессионализм и по случаю 18-й годовщины Вооруженных Сил Украины[17]
- Орден Богдана Хмельницкого III ст. (4 декабря 1996) - за личные заслуги в развитии Вооруженных Сил Украины, обеспечения выполнения возложенных на войска задач[18]
- Отмеченный наградами СССР орден Красной Звезды, орден «За службу Родине в Вооруженных Силах СССР» III ст